# Kochlice
Kochlice – wieś w Polsce położona w województwie dolnośląskim, w powiecie legnickim, w gminie Miłkowice.

## Podział administracyjny
W latach 1975–1998 miejscowość administracyjnie należała do województwa legnickiego.

## Komunikacja
Przez Kochlice przebiega droga krajowa nr 3, około 3 km na południe od centrum wsi wchodząca na Obwodnicę Zachodnią Legnicy (za skrzyżowaniem z drogą do Rzeszotar i Legnicy).

## Zabytki
Do wojewódzkiego rejestru zabytków wpisany jest:
- zespół pałacowy, z początku XIX wieku:
  - pałac, nie istnieje, zachowane są jedynie sklepione piwnice[5]
  - park; układ parku nie jest czytelny. Jedną z prowadzących przez park dróg utwardzono i połączono nią północną i południową część wsi. W parku liczne samosiewy, część starodrzewu usunięto. Zachowane są dwie groble obsadzone starodrzewem, usytuowane na wschód od całego założenia[5]
  - pawilon ogrodowy

inne zabytki:
- folwark jest zachowany, zarówno jego układ, jak i poszczególne budynki, znajdujące się jednak w niezadowalającym stanie technicznym[5]